# Antiparallele
Antiparallele bezeichnet in der Kontrapunktlehre eine Fortschreitung zweier Stimmen in Gegenbewegung, bei der sich ihr Abstand um eine Oktave verkleinert oder vergrößert.
Im engeren Sinne bezieht sich der Begriff auf Prime, Oktave, Quinte und ihre Oktaverweiterungen. Abhängig vom Zielintervall spricht man dabei von Antiprime, Antioktave und Antiquinte.
- Notenbeispiel a): Antiparallele von der Oktave zur Prime (Antiprime)
- Notenbeispiel b): Antiparallele von der Duodezime zur Quinte (Antiquinte)
- Notenbeispiel c): Antiparallele von der Oktave zur Doppeloktave (Antioktave)

Analog zum Verbot paralleler Fortschreitungen perfekter Konsonanzen (siehe Quintparallele) reglementieren Kontrapunktlehren auch den Gebrauch von Antiparallelen. Im zweistimmigen Satz gelten sie als verboten. Im fünf- und mehrstimmigeren Satz hingegen werden sie mitunter ausdrücklich erlaubt.
In Kompositionen sind sie jedoch auch im drei- und vierstimmigen Satz auffindbar (siehe das folgende Notenbeispiel: Johann Sebastian Bach: Choral Meinen Jesum lass’ ich nicht BWV 154, T. 1–2).